# Dardo VCI
El Dardo és un vehicle de combat d'infanteria d'origen italià. Dissenyat conjuntament amb el C1 Ariete i el B1 Centauro, el Dardo havia de substituir l'M113 estatunidenc i modernitzar les capacitats mecanitzades de l'Exèrcit italià. El vehicle és produït per Iveco, que s'encarrega del blindatge i del motor, juntament amb Oto Melara, que s'encarrega de les armes i dels sistemes de combat.
El Dardo va entrar en servei l'any 1998 i l'únic operador n'és Itàlia, que l'ha desplegat al Líban, Iraq i Afganistan amb bons resultats. En total se n'han produït 200 unitats per un valor de 427.000.000$.

## Història
El desenvolupament del Dardo va ser una resposta a la necessitat de l'Exèrcit italià d'un vehicle de combat modern que substituís l'M113. El contracte es va entregar oficialment el 1992 a IVECO i Otobreda. Aquell mateix any van fabricar 3 prototips, d'acord amb els requisits imposats per l'exèrcit.
El projecte, denominat VCC-80, va continuar endavant avaluant els prototips entregats. Durant aquestes proves es va decidir millorar-ne el disseny, orientant-lo més a les funcions d'un vehicle de combat d'infanteria millorant les capacitats ofensives del blindat i fent-lo més semblant a un tanc.

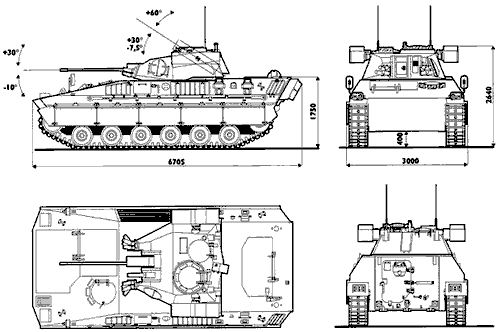
Vistes, en un dibuix tècnic, d'un Dardo.

L'any 1988, les empreses implicades en el desenvolupament del Dardo van aconseguir un disseny prometedor i van rebre l'encarrec de 200 vehicles que durien el nom de Dardo VCI. Així com d'altres vehicles de combat d'infanteria, el Dardo s'hauria de poder convertir en una ambulància militar, vehicle de comandament i blindat d'artilleria, equipat amb un morter de 120mm. A més a més, es va donar la possibilitat de canviar la torreta i l'armament, per disposar de més possibles clients, afegint-hi un canó Bushmaster II i d'altres variants.
Militarment, el Dardo ha estat desplegat a la Invasió de l'Iraq de 2003. El maig de 2007, el govern italià va anunciar que vuit blindats Dardo s'estaven enviant a l'Afganistan per donar suport a les tropes italianes de l'OTAN en l'Operació Llibertat Duradora. També es van enviar blindats Dardo al Líban.

## Característiques

### Blindatge i distribució
El casc del Dardo és un xassís d'aliatge d'alumini reforçat amb plaques d'acer, per millorar la protecció de la tripulació. Tot i que l'alumini és vulnerable, el reforç d'acer fa que la part frontal del blindat pugui resistir impactes de projectils de fins a 25mm APFSDS. La torreta està centrada al mig del vehicle, lleugerament desplaçada cap al lateral dret. Tant la barcassa com la torreta tenen molta inclinació, per repel·lir millor els projectils entrants. El tren de rodatge consta de sis rodes de rodament revestides de cautxú, amb tres corrons de retorn i una roda de transmissió davantera i una de posterior per cada lateral.
La torreta pot elevar el canó des de -10º fins a +60º. El canó automàtic està situat al mig de la torreta i no sobresurt del blindat, al costat esquerre del canó hi ha la metralladora MG 42/59 coaxial i a banda i banda hi té els llançagranades de fum i, en cas que en dugui, els llançamíssils.
El Dardo té una tripulació composta per un comandant, un conductor i un artiller. El conductor s'assenta a la part frontal esquerra del vehicle, al costat del motor, que és a la dreta. A sota de la torreta hi ha el comandant i l'artiller. I al darrere del blindat hi ha el compartiment per la infanteria que pot allotjar fins a 6 soldats, totalment equipats. Els soldats surten per una escotilla al darrere, que pot funcionar automàticament o manualment, en cas d'emergència.
També inclou un sistema de defensa NBQ (contra perills nuclears, biològics i químics) i 8 llançagranades capaços de crear una cortina de fum defensiva.

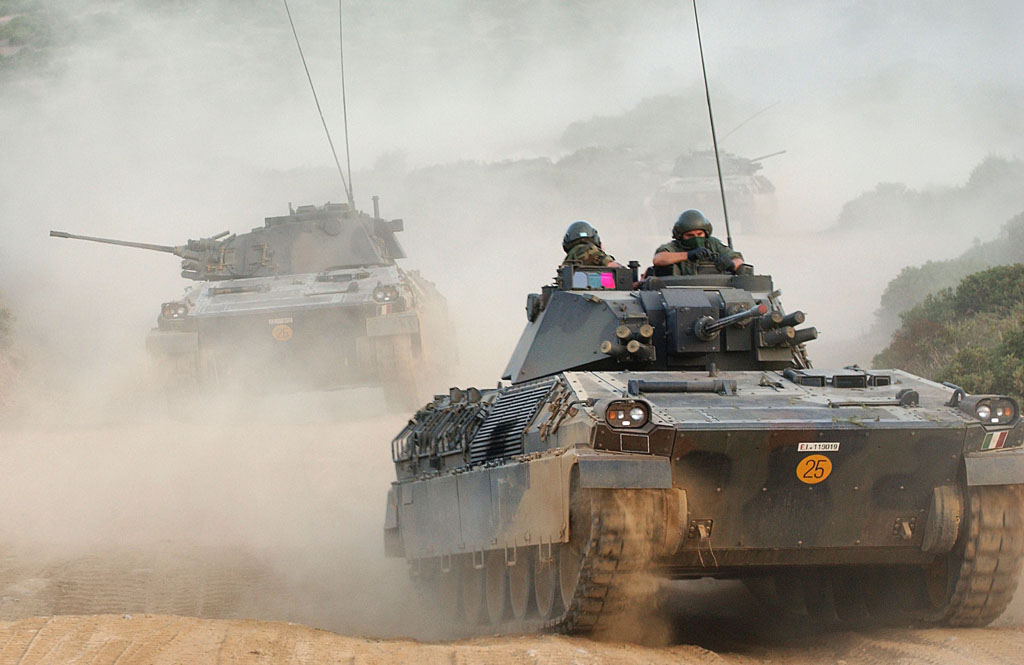
Una columna de Dardos en moviment, a la fotografia s'hi pot observar l'armament base del Dardo i els sistemes òptics.

### Armament

#### Armament principal
La torreta del Dardo, la TC 25 d'Oto Breda, és operada per dos tripulants, el comandant a l'esquerra de la torreta i l'artiller a la dreta. L'armament principal del blindat és un canó automàtic Oerlikon Contraves Tipus KBA de 25mm, de doble alimentació, capaç de disparar fins a 600 projectils per minut. En total, el Dardo porta 200 projectils de 25mm allotjats al compartiment de munició de la torreta.
Opcionalment, es pot equipar el Dardo amb 2 míssils antitancs rectangulars Spike d'un sol tret. Aquests míssils de llarg abast milloren les capacitats ofensives contra tancs àmpliament, ja que poden recórrer fins a 4 km. L'elevació de les llançadores de míssils és independent de l'elevació de la torreta, i pot oscil·lar entre els -7,5º i els +30º.

#### Armament secundari
L'armament secundari del Dardo és una metralladora coaxial MG 42/59 muntada a l'esquerra del canó automàtic. Disposa de 700 bales, del calibre 7,62mm, allotjades al compartiment de munició.
A més a més, també s'hi pot equipar una altra metralladora MG 42/59. Aquesta altra arma, d'ús defensiu, se situa a la part superior de la torreta.

### Sistema motor

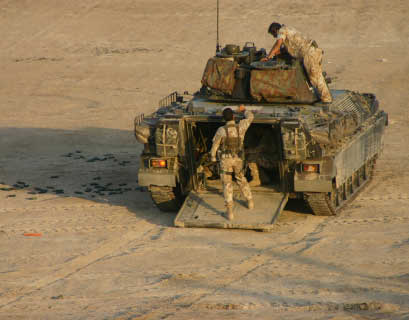
Fotografia d'un Dardo amb l'escotilla del darrere oberta.

Tant el motor com el sistema de transmissió del Dardo estan dissenyats per ser de fàcil manteniment i per poder ser ràpidament canviats en el camp de batalla, en cas d'averiar-se. El motor 6V, de 382kW, subministrat per Iveco és un motor dièsel amb turbocompressor, especialment dissenyat per vehicles blindats de combat. La transmissió automàtica es fabrica sota llicència de ZF, i disposa de quatre marxes endavant i dues endarrere, a més a més incorpora un sistema de direcció i un retardador hidràulic. Al final de cada eruga hi ha frens de disc, integrats a la transmissió.
Aquest conjunt permet que el Dardo tingui una velocitat màxima de 70 km/h amb una autonomia de 500-600km. A més a més, és capaç de superar pendents del 60%, un desnivell lateral del 40%, parets verticals de 0,85m, trinxeres de 2,5m i creuar rius de fins a 1,5m de profunditat.

### Equip electrònic i òptic
La torreta del Dardo està equipada amb el sistema de control de tir "Hitfist", de Galileo Avionica. Aquest sistema incorpora un telèmetre làser, per saber la distància que hi ha fins a l'objectiu, i un dispositiu per saber-ne la velocitat relativa. Per la seva banda, el comandant té sis periscopis, que li permeten tenir un camp de visió de 360°. A més a més, a la cúpula també s'hi pot afegir una mira estabilitzada panoràmica.
Els tres tripulants disposen d'un sistema de visió nocturna passiva que l'artiller comlementa amb un sistema de visió tèrmica, per una millor detecció d'enemics. El comandant disposa d'una pantalla que li permet veure les imatges de la càmera tèrmica de l'artiller. Tots els sistemes òptics disposen d'un filtre per evitar atacs amb làser/llum.

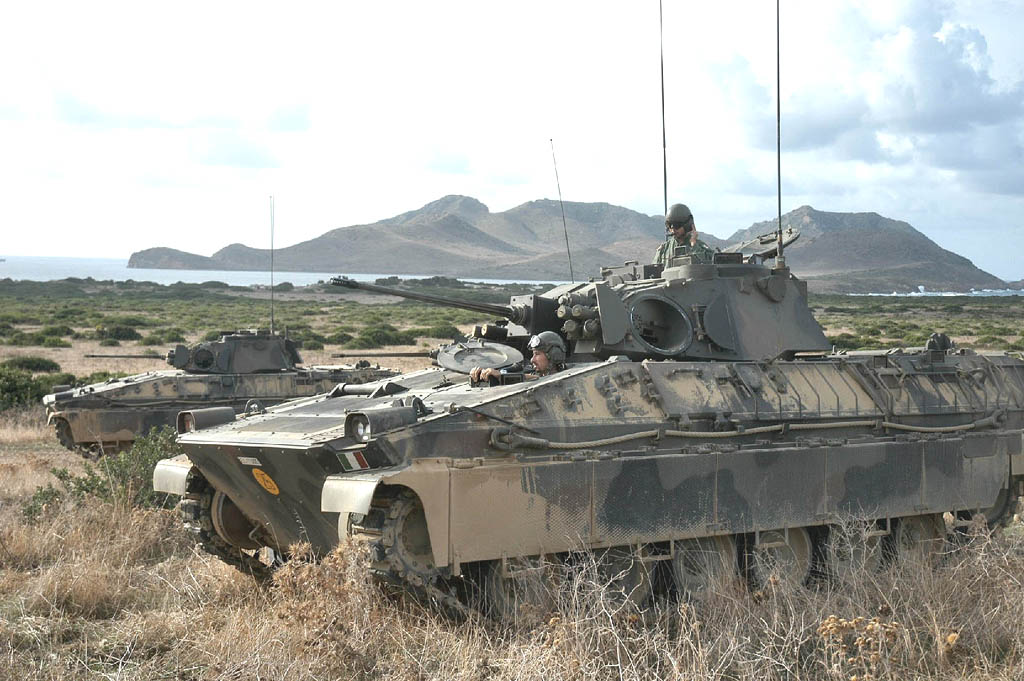
Dos Dardos amb la tripulació sortint per les escotilles.

Els servomotors que accionen els sistemes del blindat estan controlats digitalment. I el blindat disposa d'un sistema d'apagat automàtic d'incendis.

## Variants
Tot i que de moment no s'han desenvolupat, s'han proposat diverses modificacions pel Dardo:
- Dardo C31 - Vehicle de comandament.
- Dardo LT - Modificació per dotar al Dardo d'un canó de 105mm, convertint-lo així en un tanc lleuger.
- Dardo (120mm) - Vehicle dissenyat per transportar un morter de 120mm.
- Ambulància Dardo - Ambulància militar aprofitant els xassís del blindat.[1]